# Cuando los duendes cazan perdices
Cuando los duendes cazan perdices es una película del actor y director argentino Luis Sandrini; con guion de Carlos A. Petit, basada en la obra teatral del mismo nombre, original de Orlando Aldama; y dirigida por Luis Sandrini. Se estrenó el 12 de enero de 1955 y fue protagonizada por el actor y quien fue su esposa, Malvina Pastorino. 

## Sinopsis
El tema central es la angustia de Eulogio Sotto por la ceguera de su madre, quien padece de cataratas. El niño quedó huérfano a los cinco años por la muerte trágica de su padre, causada
por un balazo al producirse una reyerta entre unos jugadores de cartas. Días antes había nacido Juan Carlos, el segundo hijo. 
Eulogio se considera como una perdiz, ave muy fácil de atrapar por tener según él "un vuelo muy cortito". 
Desea materializar el proyecto de construir una bicicleta que ha inventado, la cual se desplaza al subir y bajar el asiento, gracias a un pistón, a presión, que impulsa el aparato. Urgido a petición de su madre va a visitar a su hermano, Juan Carlos, quien ha sido criado lejos de su hogar natal por haber sido dado en adopción a una pareja incapaz de procrear hijos. Al llegar a la lujosa casa Eulogio encuentra que hay ambiente de fiesta en el lugar. 
Una joven, amiga de Juan Carlos, Blanca Luz, acusa a Eulogio de intentar obtener dinero con el pretexto de su madre enferma. Eulogio responde con una bofetada. Sin embargo se reconcilian y Blanca Luz, decidida a hacer que Eulogio "levante vuelo" en su existencia se da a la tarea de seguirlo vehementemente a fin de cultivar su amistad y ayudarle en sus proyectos aunque él la rehúye. Esto da origen a una intensa búsqueda por parte de Blanca Luz en los más diversos lugares; como la Compañía de Teléfonos, la Compañía de Gas, un edificio en construcción, y hasta el equipo de fútbol Boca Juniors.
Finalmente logra dar con su verdadero domicilio y hablar con doña Mangacha, madre de Eulogio, quien la pone al tanto de quienes son sus hijos y de los planos de la bicicleta que quiere materializar.
A la postre se demuestra que efectivamente Juan Carlos y Eulogio son hermanos. La enferma es operada exitosamente y recupera la visión, el proyecto de la bicicleta se consolida y todo regresa a la normalidad.

## Reparto
| - Luis Sandrini ...Eulogio Soto - Malvina Pastorino ...Blanca Luz - Eduardo Sandrini ...Juan Carlos - María Esther Buschiazzo ...doña Mangacha - Elda Dessel ...Lila - Lalo Malcolm | - Iván Grondona - Josefa Goldar - Alfonso Pisano - Ricardo De Rosas - Micaela Michelle | - Alfredo Almanza - Alejo Rodríguez Crespo - Ángel Boffa - José Cicarelli - Warly Ceriani El Doctor del Pueblo..un amigazo | - Francisco Audenino - Antonio Scelfo - Nélida Guerrero - Rafael Diserio - Arturo Scutari - Max Citelli - Juan Carlos Galván |